# 52. косовско-метохијска дивизија НОВЈ
Педесет друга косовско-метохијска (косметска) дивизија НОВЈ формирана је 8. фебруара 1945. године од Прве, Друге и Четврте косовско-метохијске бригаде. У њеном су саставу биле заступљене све народности Косова и Метохије.
Приликом формирања имала је 6.000, а 1. маја 7.013 бораца. До краја рата је била под командом Оперативног штаба НОВ и ПО за Косово и Метохију.
Од 10. до 23. фебруара, водила је борбе са балистима у Дреници и нанела им тешке губитке (258 погинулих и 558 заробљених). До краја рата вршила је акције против преосталих балистичких и осталих непријатељских снага.
Ова дивизија одиграла је крупну улогу у учвршћивању органа народне власти и јачању братства и јединства између Албанаца, Срба и Црногораца на Косову и Метохији.